# 道格拉斯·利尔本
道格拉斯·戈登·利尔本，ONZ（英語：Douglas Gordon Lilburn，1915年11月2日—2001年6月6日），新西兰古典音乐作曲家。

## 生平
1915年生于旺加努伊，后在伦敦求学，师从大作曲家沃恩-威廉斯。1940年返回新西兰后，活跃于当地的文艺界，并在惠灵顿维多利亚大学任教。2001年在惠灵顿去世。作为新西兰古典音乐创作的先驱者之一，利尔本把欧洲的浪漫主义风格与新西兰的风土人情，包括毛利人的传统结合起来，形成了独特的风格。后来他也有做先锋派音乐（如电子音乐）的试验。